# Сапін Михайло Романович
Михайло Романович Сапін (19 жовтня 1925 — 20 березня 2015) — радянський і російський учений анатом, академік РАН, доктор медичних наук, заслужений діяч науки РФ, професор, завідувач кафедри анатомії людини Першого МГМУ ім. Сєченова.

## Біографія
Народився в місті Середина-Буда Сумської області (Україна), середню школу закінчив у Сумах.
Учасник Великої Вітчизняної війни (в 1944 році нагороджений орденом Червоної Зірки і медаллю «За відвагу»).
У 1956 році закінчив 1-й Московський медичний інститут ім. І. М. Сєченова, в 1959-му — аспірантуру.
У 1959 році захистив кандидатську дисертацію на тему «внутрішньо лімфатична система наднирників людини», в 1967 році — докторську дисертацію «Анатомо-функціональні дослідження кровоносних судин надниркових залоз і роль надниркових вен у відтоку адреналіну». У 1988 році обраний академіком АМН СРСР.
Наукові роботи присвячені вивченню лімфатичних і кровоносних судин внутрішніх органів, органів імунної системи, малих залоз.
Автор більш ніж 800 наукових робіт (особисто і в співавторстві), 24 монографій, понад 30 підручників і посібників для ВНЗ, технікумів і середніх шкіл. У тому числі з проблем функціональної анатомії лімфатичної системи і залоз внутрішньої секреції. Створив цілу наукову школу анатомів, під його керівництвом і при його консультації захищено понад 100 дисертацій, в тому числі 64 докторських, понад 70 кандидатських.
Великий фахівець в області лімфології, ангіології, імуноморфології, в області вивчення ендокринних і екзокринних залоз. З 1959 по 1994 роки — вчений секретар, член, голова експертної комісії з морфології, член ради ВАК.
У 1962—1966 роках — заступник декана лікувального факультету; у 1967—1990 роках — декан факультету підвищення кваліфікації викладачів 1-го ММІ ім. І. М. Сєченова.
З 1971 по 2015 рік — завідувач кафедри анатомії людини 1-го Московського медичного інституту ім. І. М. Сєченова.
З 1972 року — завідувач лабораторії функціональної анатомії Інституту морфології людини АМН.
З 1974 року — голова Проблемної комісії «Функціональна анатомія» АМН СРСР (з 1992 року РАМН).
Одночасно з 1992 року завідувач кафедри нормальної і топографічної анатомії на факультеті фундаментальної медицини МДУ.
З 1974 року — заступник голови, а з 1988-го — голова Всесоюзного наукового товариства анатомів, гістологів і ембріологів. З 1992 по 2006 рік — президент Міжнародної асоціації морфологів (СНД). Член редколегії журналу «Морфологія».
Академік РАМН, РАПН, Міжнародної академії наук Вищої школи, Нью-Йоркської академії наук, почесний член багатьох міжнародних і національних наукових товариств, заслужений діяч науки РФ, доктор медичних наук, професор, лауреат премії Уряду РФ, премії президента РФ, премій АМН.
Помер 20 березня 2015 року під час лекції в Першому МГМУ ім. І. М. Сєченова. 25 березня відбулося прощання і похорон на Троєкуровському кладовищі міста Москви.